# Тауров
Тауров (укр. Таурів) — село в Козловской поселковой общине Тернопольского района Тернопольской области Украины.
Код КОАТУУ — 6123087401. Население по переписи 2001 года составляло 1060 человек.
До 2020 года входило в Козовский район.

## Географическое положение
Село Тауров находится в 1,5 км от левого берега реки Стрыпа,
на противоположном берегу — село Будилов.
По селу протекает пересыхающая речушка Жабка.

## История
- 1599 год — дата основания.

## Объекты социальной сферы
- Школа I—II ст.
- Детский сад «Вишиванка».
- Дом культуры.
- Фельдшерско-акушерский пункт.

## Достопримечательности
- Братская могила советских воинов.

## Известные уроженцы
- Свидзинский, Михаил (1824—1857) — украинский политический деятель.